# Heino Heinrich von Flemming
Pour les articles homonymes, voir Flemming.
Heino Heinrich, comte de Flemming (en allemand : Heino Heinrich Reichsgraf von Flemming), né le 8 mai 1632 à Martenthin en Poméranie et mort le 1er mars 1706 à Buckow en marche de Brandebourg, est un général et feld-maréchal au service de l'armée saxonne et des forces armées de Brandebourg-Prusse. Il commande les auxiliaires saxons contre les assiégeants ottomans à la bataille de Vienne en 1683.

## États de service
Issu d'une famille noble de Poméranie, probablement d'origine flamande, Flemming, après avoir été formé en France et aux Pays-Bas sous les ordres de Michiel de Ruyter, s'engage dans la Garde brandebourgeoise en 1657. L'année suivante, il s'est battu dans l'armée impériale contre les forces suédoises au cours de la première guerre du Nord en Holstein. En 1660, de retour en Brandebourg, il est élevé au rang de Capitaine. Le « grand électeur » Frédéric-Guillaume l'a envoyé à la Pologne en 1672, à la tête d'un régiment auprès du roi Michel Wiśniowiecki dans la guerre polono-turque.

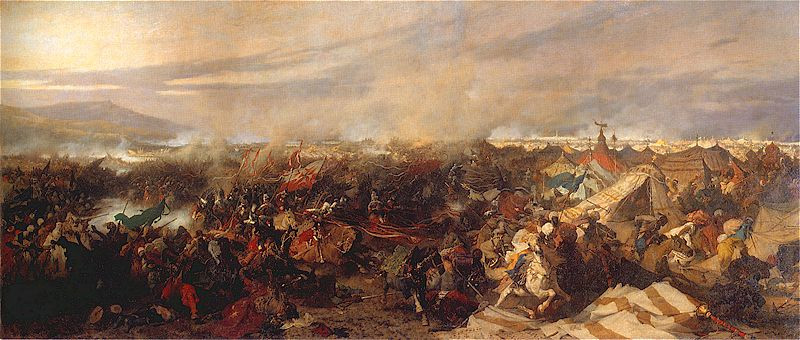
La bataille de Vienne, tableau de Józef Brandt (1863).

Très sollicité pour son esprit tactique et son sang-froid, il sert ensuite dans plusieurs armées, dont celle de Guillaume d'Orange. L'électeur de Brandebourg le reconnaît usufruitier du bailliage de Schivelbein (Nouvelle-Marche) en 1678. En 1682, il est nommé Feldmarschall-Leutnant dans l'armée saxonne, et l'année suivante, à la tête de l'armée de secours saxonne, il joue un rôle décisif dans la défense victorieuse de Vienne devant les Turcs en s'emparant du centre de commandement des assiégeants ottomans, sur les pentes du mont Kahlenberg, où il prend lui-même la tête de l'assaut.
Le 15 février 1684, il est promu commandant en chef des armées saxonnes et à la mort du baron Joachim Rüdiger von der Goltz, le 8 septembre 1688, est élevé au rang de Generalfeldmarschall, et hérite des biens de sa femme, Dorothée-Élisabeth von Pfuel, la terre de Buckow, où il se fait construire un château en style baroque. Aux côtés de l'électeur Jean-Georges III de Saxe, il combat les Français le long de la frontière du Rhin pendant la guerre de la Ligue d'Augsbourg, mais plusieurs offenses de la part des alliés habsbourgeois le laissent infirme.
Suspendu à la suite d'accusations de corruption, il quitte l'armée saxonne et s'engage le 9 avril 1691 dans celle de l'électeur Frédéric III de Brandebourg, accompagné de trois autres feld-maréchaux (Jean-Georges II d'Anhalt-Dessau, Georg von Derfflinger et Alexander van Spaen). Il est placé à la tête d'un des deux régiments d'élite du Brandebourg-Prusse, la Leibgarde, et nommé gouverneur de Berlin.

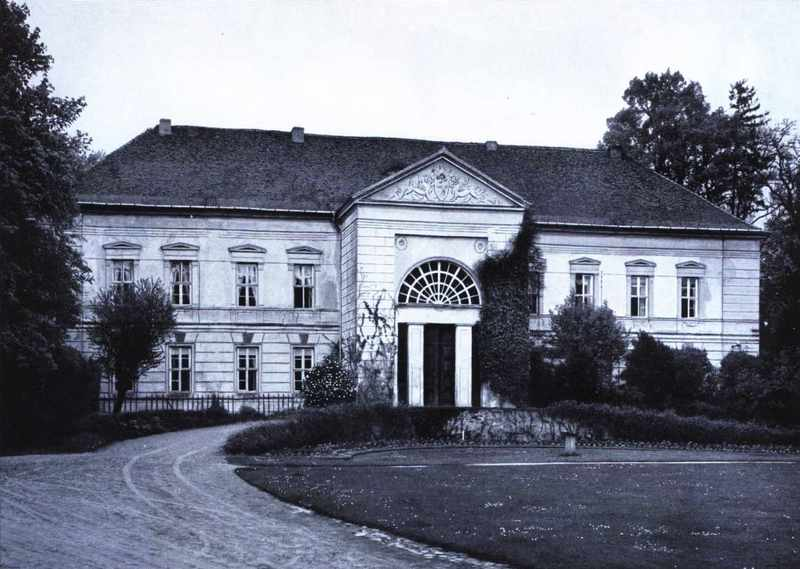
Le château de Buckow (détruit en 1948).

Il commande alors avec succès dans les Flandres, et se retire en 1698 pour raisons de santé. En reconnaissance de ses services, l'électeur de Brandebourg (et futur « roi en Prusse ») lui accorde une pension de 8 000 thalers et le nomme gouverneur de la province de Poméranie et de la principauté de Cammin. Frédéric III accroît ses possessions en 1699 par l'octroi de l'ancien monastère de Helfta (de) près d'Eisleben, naguère domaine de la famille von Pfuel, et le duc de Saxe lui donne le château de Hermsdorf au nord-est de Dresde ainsi que le manoir de Hohenhaus à Radebeul. En 1700 il est élevé au rang de Comte d'Empire (Reichsgraf) par l'empereur Léopold Ier.
Un homme modeste, Flemming passa les dernières années de sa vie retiré à Buckow où il recevait son ami de correspondance Gottfried Wilhelm Leibniz en 1701. Il est l'oncle de Jakob Heinrich von Flemming (1667-1728), ministre et général au service du roi Auguste le Fort.

## Famille
Il épouse Barbara Gottliebe von Klitzing, fille de Gottlieb von Klitzing, en 1663. Le couple a une fille :
- Margarete Elisabeth (née en 1664 et morte le 2 mai 1728) mariée avec Johann Georg Przebendowski von Przebendow (de) (1639-1729)[1].

Après le décès de celle-ci, il épouse en 1667 la comtesse Agnès Dorothea von Schwerin (de) (née le 13 juin 1653 et morte le 22 février 1673) fille de Philipp Julius von Schwerin (né le 18 février 1617 et morte le 28 juin 1685). Puis en 1674, il épouse Dorothea Elisabeth von Pfuel (de) (morte en 1740) la fille unique du général Georg Adam von Pfuhl (de). Le couple a quatre fils et deux filles, dont :
- Johann Georg (de) (1679-1747), lieutenant-général marié avec Sigrid Katharina comtesse Bielke (de) (1681-1765).
- Adam Friedrich (de) (1687-1744) sur Hermsdorf mariée avec Katharina von Ahlefeld (1690-1721)
- Henriette Dorothea Helene (née le 4 juin 1706) mariée avec Friedrich Wilhelm von Sparr (né le 12 février 1657 et mort le 9 novembre 1729).
- Sophia Eva Charlotte (née le 18 janvier 1684 et morte en 1743) mariée avec :
  - Lebrecht von dem Bussche (de) (1666-1715) colonel prussien puis général de division russe.
  - vers 1737 Friedrich Wilhelm von Schack (de) zu Radibor/Oberlausitz